# Broken Flowers
Broken Flowers – komediodramat wyreżyserowany przez Jima Jarmuscha. Nominowany do nagrody Złotej Palmy na Festiwalu Filmowym w Cannes. Premiera obrazu miała miejsce 5 sierpnia 2005.

## Opis fabuły
Główny bohater, Don Johnston (Bill Murray), to dawny donżuan, który oczekuje spokojnego życia na emeryturze, w dostatku, jaki zapewnił mu sukces finansowy w branży komputerowej. Jego dziewczyna, Sherry (Julie Delpy), zrywa z nim i wyprowadza się w momencie, kiedy pocztą przychodzi koperta, w którym jedna z jego ekskochanek, nie podpisując się, oświadcza, że ma 19-letniego syna, który właśnie uciekł z domu i prawdopodobnie wyruszył w poszukiwaniu swojego prawdziwego ojca. Początkowo Don nie przejmuje się sprawą, jednak jego sąsiad Winston (Jeffrey Wright), pasjonujący się książkami kryminalnymi, nakłania Dona do małego śledztwa. Winston odnajduje miejsca zamieszkania czterech kobiet, z którymi Johnston miał romans około 20 lat temu, i przygotowuje plan podróży. Don spotyka się z kolejno z: Laurą (Sharon Stone), Dorą (Frances Conroy), Carmen (Jessica Lange) oraz Penny (Tilda Swinton). Swoją wyprawę kończy odwiedzinami na grobie piątej kobiety, która zginęła 5 lat wcześniej. Po powrocie do swojego miasta, Don spotyka na ulicy młodego chłopaka (Mark Webber), którego podejrzewa o to, że jest jego synem.

## Obsada
- Bill Murray – Don Johnston
- Jeffrey Wright – Winston
- Sharon Stone – Laura
- Tilda Swinton – Penny
- Frances Conroy – Dora
- Julie Delpy – Sherry
- Jessica Lange – Carmen